# Идиопатическая тромбоцитопеническая пурпура
Идиопатическая тромбоцитопеническая пурпура (ИТП, первичная иммунная тромбоцитопения, болезнь Верльгофа) — хроническое аутоиммунное гематологическое заболевание, обусловленное повышенным разрушением тромбоцитов и ассоциированной тромбоцитопенией. ИТП является одной из наиболее частых причин геморрагического синдрома.

## История
Симптомы ИТП впервые упоминаются в трудах Гиппократа. В 1735 г. болезнь описал П. Верльгоф, наблюдавший случаи спонтанного выздоровления. В XIX веке было установлено, что причиной геморрагического синдрома при ИТП является снижение количества тромбоцитов в крови. Иммунный генез ИТП был установлен в ходе эксперимента Вильяма Гаррингтона и Джеймса Холлингсворта в Сент-Луис в 1950 г. Американский врач Гаррингтон перелил себе 500 мл крови больного ИТП, после чего наблюдал снижение уровня тромбоцитов в собственной крови, которое персистировало в течение 5 дней. Биопсия костного мозга Гаррингтона показала нормальный уровень мегакариоцитов. В 1916 г. польский врач Пол Кацнельсон описал случай достижения ремиссии ИТП у молодой женщины после спленэктомии. С середины XX века в терапии ИТП начали применяться глюкокортикостероиды.

## Эпидемиология

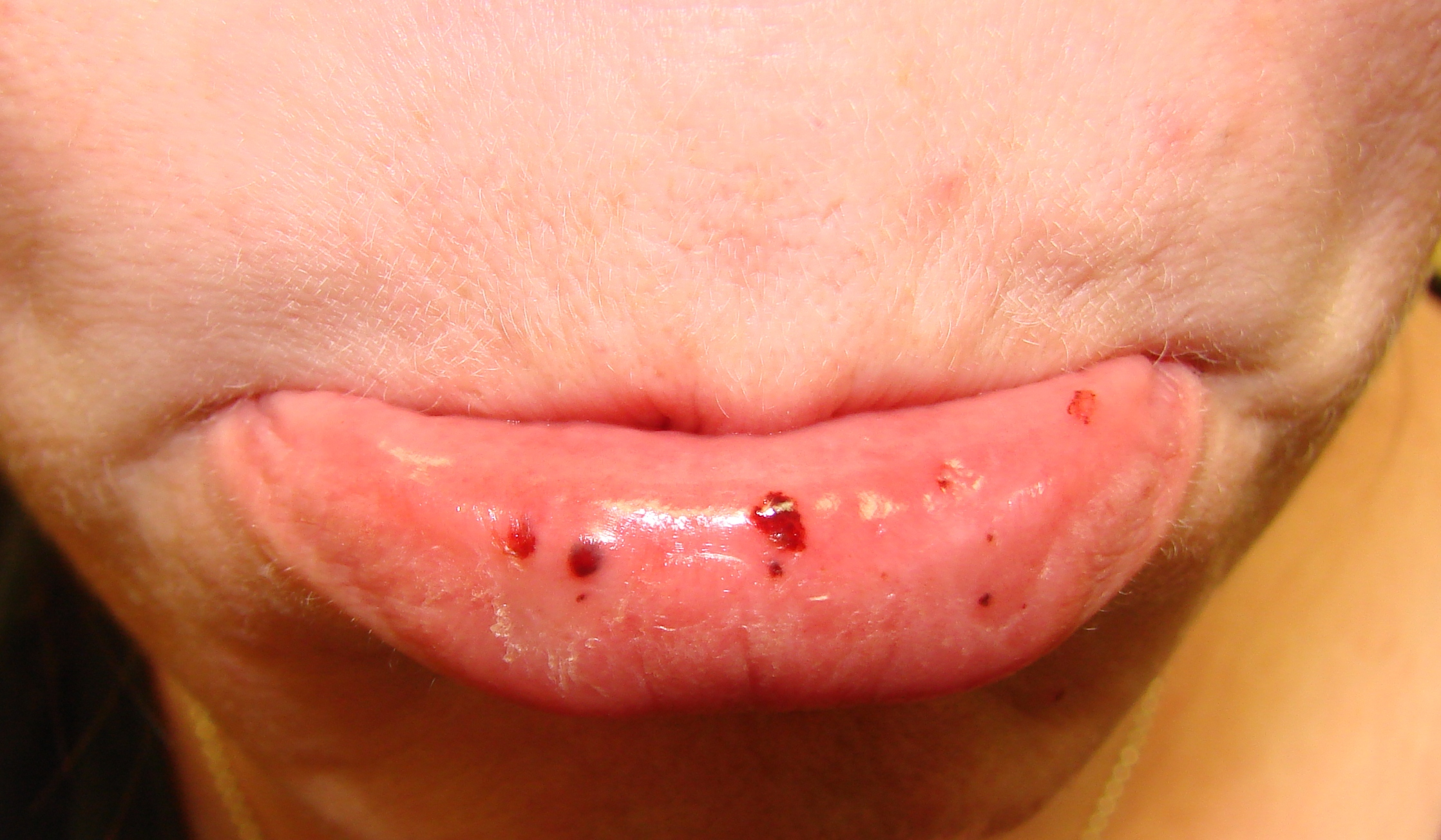
Кровоизлияния в слизистую губ

Распространённость ИТП колеблется от 1 до 13 на 100 000 человек. Большинство больных — женщины молодого и среднего возраста. Заболевание не наследуется.

## Проявления

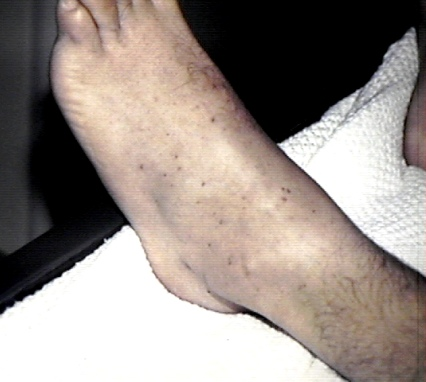
Мелкие подкожные кровоизлияния (петехии) на тыле стопы

ИТП — хроническое волнообразно протекающее заболевание. Характеризуется тромбоцитопенией, нормальным или повышенным количеством функционально неактивных мегакариоцитов в костном мозге. Примерно в половине случаев в крови обнаруживаются антитромбоцитарные антитела, например к гликопротеину IIb-IIIa и Ib-IX. При значительном снижении уровня тромбоцитов в крови (как правило, менее 30х109/л) может наблюдаться геморрагический синдром разной степени выраженности. Последний обычно представлен кожными геморрагиями (петехии, пурпура, экхимозы), кровоизлияниями в слизистые оболочки, а также (реже) носовыми, десневыми и маточными кровотечениями. Иногда наблюдается мелена, гематурия, геморрагические инсульты. Возможны кровоизлияния под кожу век, в конъюнктиву, передней камеру глаза и стекловидное тело.

## Патогенез
Патогенез заболевания изучен недостаточно. В основе ИТП лежит аутоиммунная реакция, направленная против собственных тромбоцитов. При этом отсутствуют причины для вторичной аутоиммунной тромбоцитопении (5-10% от всех иммунных тромбоцитопений), такие как лимфопролиферативные заболевания, ВИЧ-инфекция, гепатит C, АФС, СКВ и болезнь Виллебранда. Антитела к тромбоцитам в кровотоке определяются не всегда. У детей возникновению ИТП часто предшествуют острые респираторные вирусные инфекции.

## Классификация
По течению выделяют острые (продолжающиеся менее 6 месяцев) и хронические формы ИТП. По периоду болезни выделяют обострение (криз) и ремиссию.

## Лечение
Лечение ИТП обычно начинают при снижении уровня тромбоцитов менее 30х109/л или при появлении клинически значимого геморрагического синдрома независимо от уровня тромбоцитов. Стандартным вариантом терапии первой линии являются системные глюкокортикостероиды (ГКС). В рандомизированном исследовании 2015 г. четырехдневная внутривенная инфузия 40 мг дексаметазона была более эффективной и менее токсичной, чем продолжительный курс преднизолона (1 мг/кг внутрь в течение 30 дней). В случаях недостаточной эффективности ГКС используются спленэктомия, ритуксимаб, фостаматиниб, а также специфические агонисты рецепторов тромбопоэтина (ромиплостим, элтромбопаг). В редких случаях используются другие иммунодепрессанты (азатиоприн, циклоспорин и др.). При необходимости быстрого повышения уровня тромбоцитов (например, перед оперативным вмешательством или в случае жизнеугрожающего кровотечения) используются препараты внутривенного иммуноглобулина и трансфузии тромбоконцентрата.